# 1949 في كندا
فيما يلي قوائم الأحداث التي وقعت خلال عام 1949 في كندا.

## سياسة

### تعيين في المنصب
- 9 يونيو – جورج إسحاق سميث عضو مجلس نواب نوفا سكوتيا.

## مواليد

### يناير
- 1 يناير – جان ماري دوفور عالم اقتصاد كندي.

### فبراير
- 23 فبراير – مارك غارنو

### مارس
- 13 سبتمبر – مارسيل غوثير ممثل كندي.
- 29 مارس – بولين ماروا سياسية كندية.

### مايو
- 17 مايو – ميرا فريمان سياسية كندية.
- 20 مايو – ديف توماس
- 20 مايو – روبرت موران

### أغسطس
- 16 أغسطس – دينيس لستر أندرسون سياسي كندي.

### سبتمبر
- 13 سبتمبر – مارسيل غوثير ممثل كندي.

### أكتوبر
- 16 أكتوبر – فرانسين ألارد

### نوفمبر
- 1 نوفمبر – دايفيد فوستر
- 28 نوفمبر – فيكتور أوستروفسكى كاتب كندي.

### فبراير
- 22 فبراير – فيليكس دهيريل (مواليد 1873)